# 얀 루프 오헤른
얀 루프 오헤른(Jan Ruff O'Herne, 1923년 1월 18일 ~ 2019년 8월 19일)은 네덜란드계 호주인이자, 오스트레일리아의 인권 운동가이다. 일본군 위안부 피해자로, 스마랑 사건 피해자이다.

## 생애
네덜란드령 동인도(인도네시아)에 거주했다. 1942년 수녀회에서 생활하던 중, 일본군에 의해 포로 수용소에 감금됐다. 1944년 스마랑 사건 피해를 당했다. 전쟁이 끝난 뒤 영국군 장교와 결혼했고, 1960년 호주로 이주했다. 1992년 자신이 일본군 위안부 피해자라는 사실을 고백했다. 이 사연은 1994년 영화 '50년의 침묵'으로 제작됐다. 2007년 미국 하원 위안부청문회에서 이용수할머니와 함께 증언했다. 2019년 8월 19일 96세의 나이로 사망했다.